# Анна фон Цолерн-Нюрнберг
Анна фон Цолерн-Нюрнберг (на немски: Anna von Zollern-Nürnberg; * ок. 1280, Нюрнберг; † между 19 октомври 1355 и 1357, замък Камерщайн) от род Хоенцолерн, е бургграфиня от Нюрнберг и чрез женитба графиня на Насау-Хадамар, създава Старата линия Насау-Хадамар.

## Живот
Тя е дъщеря на бургграф Фридрих III от Нюрнберг († 1297) и втората му съпруга принцеса Хелена от Саксония (1247 – 1309), дъщеря на саксонския херцог Албрехт I и Хелена фон Брауншвайг-Люнебург.
Анна се омъжва преди 28 октомври 1295 или през 1297 г. в Кадолцбург, Средна Франкония, Бавария, за граф Емих I фон Насау-Хадамар († 7 юни 1334), вторият син на граф Ото фон Насау († 1289/1290) и Агнес фон Лайнинген († ок. 1303), дъщеря на граф Емих IV. Емих I е братовчед на Адолф от Насау, който от 1292 до 1298 г. е римско-немски крал.
Резиденцията на Емих първо е в „долния дворец“ при Дридорф, за който през 1305 г. получава права на град от крал Албрехт I. На 18 декември 1320 г. той се мести в дворец Хадамар.
Емих умира на 7 юни 1334 г. Вдовицата Анна получава със сина ѝ Йохан през 1336 г. като вдовишка резиденция имперския замък Камерщайн и множество имоти във Франкония. До 1349 г. нейната вдовишка резиденция е в Хадамар, след това в Камерщайн, където умира между 19 октомври 1355 и 1357 г. и е погребана в Нюрнберг.

## Деца
Анна фон Цолерн-Нюрнберг и Емих I фон Насау-Хадамар имат осем деца:
- Анна († вер. пр. 1329), ∞ пр. 1322 Куно II фон Фалкенщайн-Мюнценберг († 1333)
- Юта († сл. 1359), ∞ пр. 1324 граф Герхард VI фон Диц (X 1343)
- Йохан († пр. 20 януари 1365), 1334 – 1365 граф на Насау-Хадамар
- Емих II († 1359), 1328 и 1336 каноник в Майнц, 1337 – 1359 сърегент на Насау-Хадамар
- Агнес/Несе († сл. 1328), умира като монахиня в манастир Алтенберг при Вецлар
- Хелена († сл. 1332), умира като монахиня в манастир Алтенберг
- Маргарета († 30 януари 1370), ∞ пр. 1349 граф Рудолф II фон Хоенберг († 26 февруари 1335)
- Маргарета († 1343), монахиня в манастир Св. Клара в Нюрнберг